# Philip Tan
Pour les articles homonymes, voir TAN.
Philip Tan (né en 1978) est un scénariste et dessinateur de comics connu pour son travail sur Spawn,, Uncanny X-Men et Iron Man.

## Carrière
Philip Tan a obtenu son diplôme à l'Université de Santo Tomas avec une Licence en Architecture[réf. nécessaire].
Il a été le dessinateur de Final Crisis: Revelations[source insuffisante] ainsi que de l'histoire Agent Orange de la série Green Lantern, qui a commencé dans Green Lantern no 39 et dura jusqu'au numéro 42,,.
Après Agent Orange, il dessine la deuxième histoire, en trois numéros (no 4 à 6), de Batman and Robin de Grant Morrison.
Il a également illustré des cartes à collectionner du jeu Magic: L'Assemblée.
En 2011, Philip Tan a été le dessinateur de Hawkman qui faisait partie des titres relancés par DC Comics lors des New 52.
En 2016, il a travaillé sur la nouvelle série Suicide Squad Rebirth, co-dessinée avec Jim Lee.

## Publications
- Batman and Robin no 4-6 (avec Grant Morrison, DC Comics, 2009)

### Couvertures
- Uncanny X-Men no 422-434 (2003-2004)
- Spawn no 150-162 (2005-2007)
- Green Lantern (Vol.4) n°39 à 42 (2009)
- Outsiders (2010) no 26-29